# Clidicus (chi bọ cánh cứng)
Clidicus là một chi bọ cánh cứng trong họ Staphylinidae.

## Các loài
- Clidicus abbotensis
- Clidicus aliquantulus
- Clidicus bellator
- Clidicus crocodylus
- Clidicus formicarius
- Clidicus grandis
- Clidicus laticeps
- Clidicus loebli
- Clidicus monstrosus
- Clidicus mussardi
- Clidicus mysorensis
- Clidicus omoios
- Clidicus quadricollis
- Clidicus rufescens
- Clidicus taphrocephalus
- Clidicus termitophilus
- Clidicus tonkinensis
- †Clidicus balticus